# صفوى
صفوى مدينة سعودية تتبع محافظة القطيف في المنطقة الشرقية في المملكة العربية السعودية على ساحل الخليج العربي ويبلغ عدد سكانها 45,676 ألف نسمة تتبعها إدارياً التجمعات السكانية في الأوجام وأم الساهك، وحزم أم الساهك، واصفيرة، ورويحة والخترشية والدريدي وقرية المنار، جاوان وأبو معن.
تتوفر في صفوى المؤسسات والإدارات الحكومية والخدمات الأساسية والمرافق العامة والمؤسسات التعليمية والصحية وانتشرت فيها الحركة التجارية، ويعمل أهلها في مختلف الأنشطة الخاصة والعامة، كالصناعة والتعدين والخدمات المصرفية والتعليم والصحة و التمريض، وقطاعات النفط والغاز والتخطيط والتنمية، والمقاولات العامة.
وتضم هذه المدينة واحداً من أكثر الأحياء السكنية تنظيماً في المنطقة الشرقية وهو حي الزهراء (العروبة) الذي استوعب أكثر من 1200 وحدة سكنية وتبلغ مساحة مدينة صفوى 336 هكتاراً.

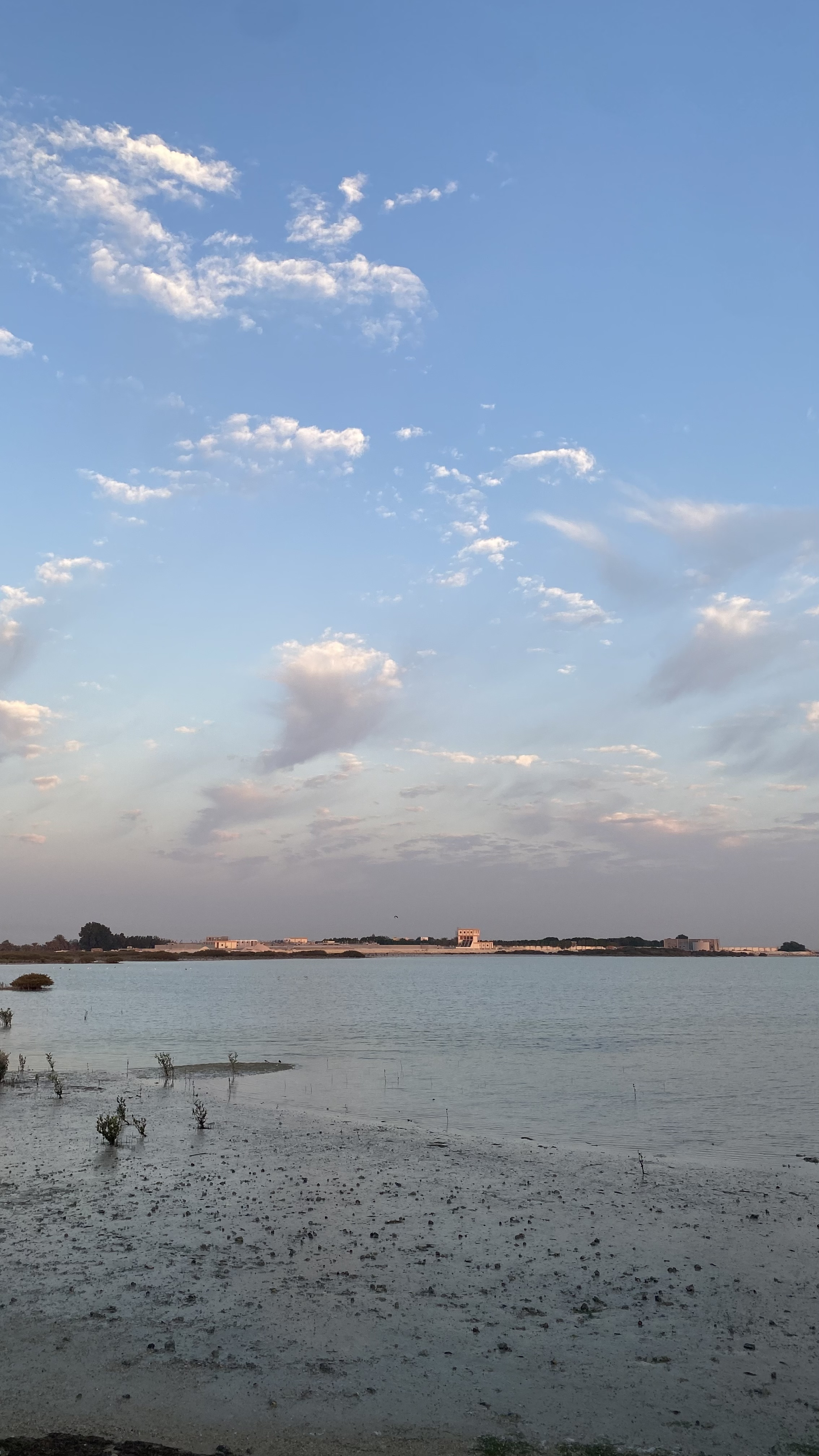
بحر صفوى Safwa beach

## التاريخ
وفي شعر بعض شعراء العصر الجاهلي إشاراتٌ عديدةٌ لماء الصفا، هذا النهر المحفوف بالأشجار والثمار، يقول الشاعر امرؤ القيس بن حجر بن الحارث الكندي (130 - 80 قبل الهجرة):
أو
ويقول الشاعر طرفة بن العبد بن سفيان البكري (86 -60 قبل الهجرة) في قصيدةٍ يهجو بها الشاعر عمرو بن هند:
ويرجح البعض ان قرية الصفا القديمة هي صفوى الحالية، إذ قال عن عينها ياقوت الحموي في معجم البلدان: «إنها نهر بالبحرين يتخلج من عين محلم». ويبدو أن قرية الصفا على هذا النهر، وعين محلم هذه هي عين الصفا المعروفة بعين داروش، إذ سمّيت بنهر عين محلم بن عبد الله زوج هجر بنت المكفف من العرب العاربة...
وفي العصر العباسي برزت صفوى في عام 579هـ في الحرب العيونية بين أمير الدولة العيونية - السابق - محمد بن أحمد بن محمد بن الفضل العيوني، وبين الأمير العيوني المستقل بالقطيف الحسن بن شكر بن علي العيوني، حيث سميت هذه الحرب بيوم صفوى، وعُرفت تاريخياً بحرب القطيف، وأدّت إلى هزيمة الأخير وتشتيت قواته وخلعه من الحكم وتولي خصمه الأمير محمد بن أحمد العيوني إمارة الدولة العيونية، ووحد فيما بين قسميها المنفصلين - القطيف والأحساء - ثم دب الخلاف ثانيةً واغتيل بين صفوى والآجام عام 605هـ على يد شيخ قبيلة بني عقيل، راشد بن عميرة العقيلي العامري، وألهبت الشاعر على بن المقرب العيوني (572هـ - 630هـ) تلك التناحرات،
صفوى تقع بالقرب من عاصمة المنطقة آنذاك – الزارة «في العوامية»، والتي حاصرها القرامطة وحرقوها وأبادوا زعماء عبد القيس فيها عام 283هـ.
ووقعت صفوى – كما مدن المنطقة الأخرى – ضمن الاحتلال البرتغالي ما بين عامي (927هـ – 958 هـ) حيث شيد البرتغاليون قلاعاً وحصوناً، من ضمنها بناء سور لصفوى سنة 951 هـ، ثم سيطر على المنطقة العثمانيون بعد معركة بحرية دك خلالها البرتغاليون قلاع منطقة القطيف عبر قائد حملة الجيش البرتغالي «أنطونيو نورنها» ما بين عامي (957هـ و 958 هـ)، واستطاع القائد العسكري التركي «بربك» السيطرة على القطيف بعد أن اصطدم البرتغاليون بالقرصان البحري المشهور «فراسر» قبيل سواحل القطيف وبتخطيط تركي، حيث انهزم البرتغاليون وغادروا المنطقة، وأعاد العثمانيون بناء سور صفوى بعد تدميره بمساعدة الأهالي سنة 958هـ، ثم أعيد بناءه للمرة الأخيرة سنة 1324هـ، إثر وقعة المليح ووقعة أبي شميلة ووقعة أبي الجيش، بعد غزو القبائل البدوية المجاورة للمنطقة، ووقعة صفوى سنة 1322هـ بين أهالي صفوى وسكان البادية، وسرعان ما شيدت المدينة داخل هذا السور ووضع له برجان للمراقبة هما: برج العين وبرج البحر، وجهزت له بوابات (دراويز) للحراسة هي: دروازة البحر، ودروازة الديرة، ودروازة منصور بن صالح بن جمعة الأنصار العبدي، ودروازة الصفافير.

## التطور العمراني
وصفها الرحالة الغربي لوريمر في أواخر القرن التاسع عشر الميلادي بأنها قرية مسورة تتكون من 350 منزلًا واليوم فهي مدينة متوسطة الحجم تقدر مساحتها الإجمالية بـ 70 كيلومتر مربع وتضم 14,445 وحدة سكنية ومبنى وعدد سكانها حوالي 45,676 ألف نسمة.
تعتبر من أكثر المدن تنظيماً في المنطقة من حيث الشوارع والأحياء السكنية وقد تغيّر وجه المدينة كثيراً منذ منتصف السبعينات، وازدادت حركة العمران والتوسع الأفقي بخطى حثيثة منذ بداية الثمانينات، حيث ساهمت إيرادات النفط المرتفعة ومنح القروض والتسهيلات سواء التي تمنحها شركة ارامكو أو تلك التي كان يوزعها صندوق التنمية العقاري، ساهم في تنامي المساحات العمرانية في المدينة.
تضاعف حجم المدينة خلال العشرين الماضية أكثر من عشرين ضعفًا، فقامت مخططات وتوسعت أحياء واتسعت حركة العمران، وصاحب ذلك قيام نشاط اقتصادي ملحوظ، كما استقطبت المدينة أعداداً كبيرة من العمال السعوديين الذين يعملون في مجالات مختلفة أو يشتغلون في الشركات القريبة من المدينة، وكذلك عدداً من المتعاقدين العرب الذين يعملون في الصحة والتعليم وغير ذلك. كما استقطبت المدينة عدداً كبيراً من العمالة الوافدة التي جاءت لطلب الرزق، والعمل في مختلف المرافق الاقتصادية. ومن الأحياء الجديدة والتي أقيمت منذ نحو 20 عامًا وتوسعت منذ ذلك الحين: حي الخياطية، حي الصولية، حي برزان، حي المعامرة، حي البدرية، حي المسبحية، حي النادي، حي حزم صفوى، وقد شهد أكبر مجالات التغير، حيث تبدلت بيوت الصفيح والمخططات العشوائية التي كانت تطوق المدينة إلى مخططات حديثة وبيوت مسلحة، وارتفع بشكل واضح أسعار الأراضي والعقارات في هذه المنطقة أمام حركة شراء متنامية.بالإضافة إلى الأحياء القديمة وهي حي الديرة الذي يضم الأحياء كل من حي الافراح، حي خارج، حي الرفاع، حي القوع، حي الدبدابة، حي الطفوف، حي الطرازية، حي الشرية.
كما أقامت شركة ارامكو عدداً من الأحياء لموظفيها تشغل ما مجموعه 1544 وحدة سكنية بمساحة إجمالية تصل إلى (1.389.600 متر مربع) ومن هذه الأحياء: حي مدينة العمال (1-3) حيث بدأ البناء فيه عام 1384هـ، وحي المطافي، وحي الزهراء (المدينة البيضاء)، والمدينة الحجرية، والمدينة الهلالية (والثلاثة الأخيرة أسمتها ارامكو: حي العروبة)، وقد ساهمت أحياء أرامكو في إعطاء طابع عمراني متقدم لهذه المدينة حيث تتسم أحياؤها بجمال التصميم وروعة البناء وتكامل الخدمات الأساسية من مياه وكهرباء وهاتف وصرف صحي، كما تتصف مخططات ارامكو بتواجد الخدمات الضرورية كالمسطحات الخضراء والحدائق والمدارس والاسواق والأماكن المحجوزة لإقامة المساجد.
وكتعداد لمناطق صفوى يتم تعدادها كالآتي:
- الحجرية
- الهلالية
- البيضاء
- مدينة العمال
- حي النادي
- الحزم
- البدرية
- المسبحية
- الخياطية
- الدبدابة
- الديرة
- الصولية
- المعامرة
- شمال بارزان
- القوع
- الطرازية
- مخطط المرهون

## نادي الصفا
تأسس الرياضي بصفوى في العام 1368هـ (1947م) ويصنف ضمن أندية الدرجة الثانية، ويمتلك حالياً استادًا رياضيًا مجهزًا بأحدث المعدات والصالات، بينها صالة مغلقة للألعاب، وخلال السبعينات ارتفعت اسهم النادي بسبب إنجازات اعضائه الرياضية حيث حقق فريق النادي للسباحة بطولة المملكة لعدة دورات وحافظ على الصدارة حتى منتصف الثمانينات، ولايزال في صدارة الفرق السعودية في السباحة.
كما حاز لاعبو النادي على صدارة الفريق الوطني للسباحة والذي حقق معظم بطولات الخليج وحقق مكاسب رياضية على الصعيدين العربي والعالمي. ويوجد في النادي نخبة من أفضل سباحين المملكة، كذلك برز النادي في كرة الطائرة واليد والسلة والعاب الدفاع عن النفس على مستوى المملكة.

## الحركة الفنية في صفوى
أ- الفن التشكيلي: بالرغم من أن المنطقة الشرقية، ومحافظة القطيف بشكل خاص تحتل دور الريادة في الفن التشكيلي السعودي، حيث برز عدد من الأسماء اللامعة في مجال الفن التشيكيلي، وحازت المنطقة على عدد كبير من الوجوه الفنية التي أحيت معارض سعودية وعالمية، ومن بين نحو 100 فنان تشكيلي من الجنسين من أبناء المنطقة الشرقية والقطيف، ومن الفنانين التشكيليين:
- ميرزا حسين الصالح.
- سيد طالب عدنان.
- علي التاروتي.

علي حسين كاظم، وبدر علي كاظم الذين شاركا في المسابقة الثانية للفنون التشكيلية في المنطقة الشرقية في صفر 1399هـ والمعرض الثاني للفنون التشكيلية بجمعية الثقافة والفنون بذي الحجة 1399هـ، فؤاد محمد صادق حيث شارك في المعرض التشكيلي السنوي في صفر 1396هـ بستة أعمال متميزة.
ميرزا الصالح: أقدم وأبرز الفنانين المذكورين، حيث استمر في إحياء وتنظيم المعارض الفنية داخل المملكة، وهو من مواليد 1373هـ (1952م) وقد تخرج من معهد التربية الفنية بالرياض 1392هـ (1971م) وعمل منذ ذلك الحين مدرسًا لمادة التربية الفنية. وقد أشرف على لجنة الفنون التشكيلية بنادي الصفا الرياضي بصفوى، شارك في العديد من المعارض التي نظمتها رعاية الشباب في الدمام والرياض.
شارك في المعرض السنوي للفنون التشكيلية بالدمام في صفر 1396هـ هـ بخمسة أعمال وفي المسابقة الأولى للفنون التشكيلية (ذو القعدة 1397هـ بأربعة أعمال، ومعرض المسابقة الثانية للفنون التشكيلية في صفر 1397هـ بـ (15 عملاَ) والمسابقة الثالثة 1398هـ بـ (5 أعمال) والمعرض التالية حتى عام 1406هـ (1986م).
يتجه إلى التجريد الزخرفي في أعماله، التي (تمثل طابعاً شرقياً ويصل بخطوطه وتكويناته إلى أجواء حالة من خلال تداخلاتها واستمرارية حركتها اللامتناهية. ويوظف مجموعة الألوان الباردة والدافئة جنباً إلى جنب لتضفي هالة من الأمواج اللونية والخطية المتلاطمة لتكون شكل اللوحة العام، وتأخذ أعماله شكلاً زخرفياً بعيداً عن التصوير لاستخدامه المباشر لنوعية الخامة التي يتعامل معها).
ب- التصوير الضوئي: يوجد في صفوى عدد من المصورين المحترفين سواء في التصوير الضوئي أو التصوير الصحفي. من أبرز المصورين في مدينة صفوى:
- عدنان الشبر وهو أبرز المصورين الفوتغرافيين في صفوى، حيث يُعد من المصورين الفوتغرافيين المحترفين الذين فازوا بجوائز دولية منها فوزه بالمرتبة الثانية في المسابقة العالمية الثانية التي نظمها الاتحاد الدولي للمصورين الفوتغرافيين المحترفين بسويسرا (فياب)، والتي وزعت جوائزها في الهند 1998م، كما مثّل المملكة في المسابقة الدولية الـ 52 بهونغ كونغ عام 1997م، والمسابقة الـ 141 الدولية بإنجلترا عام 1997م، والمسابقة الدولية التي نظمتها جمعية الصين الشعبية للمصورين المحترفين للعام 1999م. وحصل على المركز الثاني في مسابقة جائزة الأمير خالد الفيصل أمير منطقة مكة المكرمة للتنشيط السياحي، والمركز الأول في مسابقة جائزة جامعة الملك فيصل بالأحساء 1997م. شارك في عدد من المعارض الفنية في الشارقة ودبي والرياض والدمام ومركز الخدمة الإجتماعية بالقطيف.

## اللهجة الصفوانية
تمتاز اللهجة الصفوانية بعذوبتها الخليجية وسلاستها وسهولة فهمها حينما يتكلم بها اهلها فهي تبتعد عن لهجة بقية مدن محافظة القطيف وتكون أقرب للهجة الكويتية عن البحرانية. حيث يقلب حرف الكاف إلى شين وحرف الجيم إلى ياء. ونظرًا للتغيرات التاريخية وانضمام مدينة صفوى تحت الحكم السعودي بدأ الأجيال الجديدة إلى اكتساب بعض الكلمات المستخدمة في كلًا من إقليمي الحجاز ونجد وبقية المناطق المجاورة.

## صفوى اليوم
صفوى اليوم مركز إداري تابع لمحافظة القطيف، وتتبعها إدارياً التجمعات السكانية في الأوجام وأم الساهك، وحزم أم الساهك، واصفيرة، ورويحة والخترشية والدريدي وقرية المنار وأبو معن، كما تتبعها جاوان والتي شهدت أول تنقيب حديث للآثار في شبه الجزيرة العربية سنة 1364 هـ، إذ اكتشفت فيها مدافن أثرية تعود للعصر الروماني، أي قبل حوالي ألفي عام.
كما تتبع صفوى مواضع: أبي شميلة والرخيمات والعباء والصبيغاوي والشغب والمقيطع وشاهين وسعادة، وسبخة صفوى وسبخة الرياس والمِسيَح وأبي المليص وضمين ودمنة عمار وشط المزار وجزيرة الصفوانية والقرم.

## الحدائق والمنتزهات
| م  | اسم الحديقة            | الموقع                  | المساحة (بالمتر المربع) |
| -- | ---------------------- | ----------------------- | ----------------------- |
| 1  | حديقة العائلات (1)     | حي العروبة - مخطط 11/40 | 7897                    |
| 2  | حديقة العائلات (2)     | حي العروبة - مخطط 11/40 | 3890                    |
| 3  | حديقة الشباب           | حي العروبة - مخطط 11/40 | 2640                    |
| 4  | حديقة البستان          | حي العروبة - مخطط 11/67 | 2100                    |
| 5  | حديقة السعادة          | حي العروبة - مخطط 11/67 | 1379                    |
| 6  | حديقة المحمل           | حي العروبة - مخطط 11/67 | 1979                    |
| 7  | حديقة الربوة (1)       | حي الربوة - مخطط 11/28  | 658                     |
| 8  | حديقة الربوة (2)       | حي الربوة - مخطط 11/15  | 517                     |
| 9  | حديقة السوق            | حي السوق – مقابل السوق  | 800                     |
| 10 | حدبقة مدينة العمال (1) | حي الصفا                | 9250                    |
| 11 | حدبقة مدينة العمال (2) | حي الصفا                | 7500                    |
| 12 | حديقة حزم ام الساهك    | ام الساهك – مخطط 21     | 17000                   |

## المؤسسات الاجتماعية في صفوى
1. نادي الصفا الرياضي
2. مركز البيت السعيد
3. مركز علم الهدى الثقافي ويضم برامج وفعاليات كبيرة منها (مهرجان التكليف الشرعي للأعمار من 13-15 سنة، برنامج الخطيب الواعد، جمعية تراتيل الفجر القرآنية، بنك دم الأيدي الزكية، سباق الجري الخيري، مجمع المواهب الحسينية، معرض الكتاب المستعمل، مشروع تعليم الصلاة للأعمار من 7-10 سنوات، برنامج مقدمات التكليف الشرعي للأعمار من 10-12 سنة، وبرنامج الخطيبة الواعدة، ولجنة تراتيل الفجر النسائية) وحقق المركز إنجازات كثيرة وكبيرة على مستوى مدينة صفوى ومحافظة القطيف بل على مستوى المنطقة الشرقية، وحتى خارج المملكة العربية السعودية، وخر إنجازات المركز هو الفوز بثلاث مراكز أولى في جائزة القطيف للإنجاز في نسختها الثالثة للعام 2012م من أصل سبع جوائز وهذا إنجاز فريد يسجل لمركز واحد) وكذلك فوز أحد أشبال لجمة تراتيل الفجر بالمركز الأول في مسابقة الحفظ في فرع خمسة أجزاء على مستوى مدارس المنطقة الشرقية.
4. مركز إيلاف للمعاقين
5. مهرجان أولاد حارتنا
6. الحوزة النسائية
7. مركز رياض القرآن
8. مجلس تعجيل الفرج
9. مركز الإمام المهدي
10. مهرجان التكليف الشرعي للبنين وهو أول مهرجان من نوعه في المنطقة يهتم يتثقيف وتعليم البنين المقبلين على مرحلة البلوغ والمراهقة وقد تمت إقامته تسع مرات كرم من خلاله أكثر من 1000 شاب على مدى تسع سنوات.
11. مهرجان الصفا للأعراس (الزواج الجماعي بقسميه الرجالي والنسائي الذي يعتبر أول زواج جماعي نسائي على مستوى المملكة)
12. برنامج الخطيب الحسيني الواعد ويضم نخبة مميزة من الخطباء الأشبال الذين يجيدون إرتقاء المنابر ويحييون المحافل على مستوى المنطقة وقد فاز هذا البرنامج بجائزة القطيف للإنجاز في نسختها الثالثة بالمركز الأول في فرع الناشيء المنجز وتم تكريم أعضاء البرنامج من قبل مركز علم الهدى الثقافي الذي يدير هذا البرنامج.
13. لجنة كافل اليتيم
14. صندوق الزواج الخيري
15. مركز القرآن الكريم وكان سابقًا بمسمى لجنة أصدقاء القرآن وهو أول مركز قرآني في محافظة القطيف وهو مؤسس ومتعاون مع الكثير من اللجان القرآنية في البلد تأسس عام 1414هـ، ويعتبر أول مركز قرأني بهذا المصطلح على مستوى المملكة، علمًا أنه يعمل تحت مظلة جمعية الصفا الخيرية.

### جمعية الصفا الخيرية
جمعية الصفا الخيرية هي منظمة خيرية لاربحية مقرها مدينة صفوى، بمحافظة القطيف، في المنطقة الشرقية للمملكة العربية السعودية. وهي مسجلة لدى وزارة الشؤون الاجتماعية برقم (7). تأسست جمعية الصفا الخيرية عام 1383هـ الموافق 1967م. تضم الجمعية 17 لجنة خدمية واستثمارية. يبلغ عدد الموظفين 130 موظف، كما يبلغ عدد المتطوعين في لجان الجمعية حوالي 200 متطوع في مختلف اللجان. كما بلغ عدد المشتركين بسجلات جمعية الصفا الخيرية 1,585 مشتركًا. فاز مشروع رئيس مجلس إدارة جمعية الصفا الخيرية الأستاذ هاشم الشرفا بأفضل مشروع قدّم لمؤسسة الملك خالد الخيرية بالرياض، حيث حصل المشروع على جائزة 100,000 ريال. كان عنوان المشروع «ساعدني لأكون داعمـًا لا معتمدًا»، كما اختير الأستاذ هاشم الشرفا مع اثنين على مستوى المملكة لحضور دورة في الولايات المتحدة الأمريكية وذلك من أجل إعداد قيادات العمل التطوعي، وقد حضر الدورة 85 رئيس جمعية من جميع أنحاء العالم.

### بلدية صفوى
بلدية صفوى هي بلدية تتبع لبلدية محافظة القطيف وهي الجهة المسؤولة عن تقديم الخدمات البلدية التي تشمل خدمات الأراضي والمنح والمخططات، والتشييد والبناء، والرخص المهنية، والعقار والاستثمار، وخدمة المجتمع. تأسست بلدية صفوى مع بقية توابع بلدية القطيف سنة 1344هـ. وكانت وقتها تضم من صفوى شمالاً حتى سيهات جنوباً. ومع التطور العمراني للقرى، تم إنشاء ست بلديات ذات ميزانيات مستقلة. وفي عام 1402هـ ضمت هذه البلديات الست في بلدية واحدة تحت اسم بلدية محافظة القطيف المصنفة تحت الفئة (أ). وفي عام 1407هـ تم دمج بلدية محافظة القطيف إدارياً ومالياً وبكامل تشكيلاتها الإدارية بأمانة مدينة الدمام وأصبحت ميزانيتها مدمجة مع الأمانة. في نهاية عام 1428هـ تم فصل البلدية إدارياً ومالياً وبكامل تشكيلاتها الإدارية، وأصبحت ميزانيتها مرتبطة بوزارة الشئون البلدية والقروية. وتتضمن الأحياء التي تتبعها إدارياً.
- الأوجام.
- أم الساهك.
- حي العروبة.
- حي البدور.
- حي الخترشية.
- حي الدريدي.

## التجارة
التجارة في صفوى بشكل عام في كل مكان سواء في أماكن مفتوحة ام مغلقة، لكنها تبرز في أماكن معينة بشكل واضح وكبير، ومنها:
- (الخارج) وتقع في منطقة الديرة شرقي المدينة، حيث يوجد ما يزيد عن 300 محل تجاري متنوع.
- (سوق السبت) يكون هذا السوق بشكل غير دائم، حيث يأتي التجار ببضائعهم من مختلف المناطق. ويكون هذا السوق على مسماه، حيث أنه يقام فقط في يوم السبت، ويكون موقعه في حي الزهراء (أو حي العروبة) أمام مدرسة ضرار بن الأزور الابتدائية وبجوار خزانات المياه غرب المدينة. أما في حالة وجود نشاط آخر في محل عرض التجار لبضائعهم فإن السوق قد يتحرك لموقع آخر.
- (سوق الجبرة) وهو سوق يشمل سوق الخضار والسمك. حيث يتوفر السمك الطازج الذي يصطاده البحارة من أهل المنطقة بشكل شبه يومي. أما سوق الخضار فيحمل الأسعار الأرخص وربما الأفضل من ناحية الجودة في المدينة. ويقع هذا السوق شرق المدينة بجوار مقبرة صفوى وجنوب سوق الخارج.